# Rhododendron ciliipes
Rhododendron ciliipes är en ljungväxtart som beskrevs av Hutchinson. Rhododendron ciliipes ingår i släktet rododendron, och familjen ljungväxter. Inga underarter finns listade i Catalogue of Life.